# Sakakura Junzō
Sakakura Junzō (japanisch 坂倉 準三; geboren 29. Mai 1901 in der Präfektur Gifu; gestorben 1. September 1969) war ein japanischer Architekt der Shōwa-Zeit.

## Leben und Werk
Sakakura Junzō machte 1927 seinen Abschluss an dem Department für Ästhetik der Universität Tokio und entschloss sich dann, Architekt zu werden. Er ging 1929 nach Frankreich und studierte auf Empfehlung von Maekawa Kunio unter Le Corbusier. 1936 kehrte er nach Japan zurück, blieb aber nicht lange, da er den Auftrag hatte, den Japan-Pavillon für die Weltfachausstellung Paris 1937 zu entwerfen. Der Pavillon wurde mit dem Grand Prix de l'exposition ausgezeichnet, da er als gelungenes Beispiel einer Kombination moderner Technologie und japanischer Ästhetik angesehen wurde. Während des Pazifikkriegs war Sakakura beteiligt an der Adaption französischer vorfabrizierter Wohnarchitektur für den Bau von Armee-Baracken.
Nach dem Krieg baute er 1951 das Museum für moderne Kunst der Präfektur Kanagawa in Kamakura. Es ist ein gutes Beispiel eines modernen Designs trotz der damaligen Knappheit an Baumaterialien. Weitere bekannte Bauten sind die Iihashi-Villa (飯箸邸), erbaut 1941 in Todoroki (Tokio) und städtebauliche Entwürfe wie der westliche Vorplatz des Bahnhofs Shinjuku 1966.
1964 wurde Sakakura Präsident des Japanischen Instituts der Architekten.

## Bilder

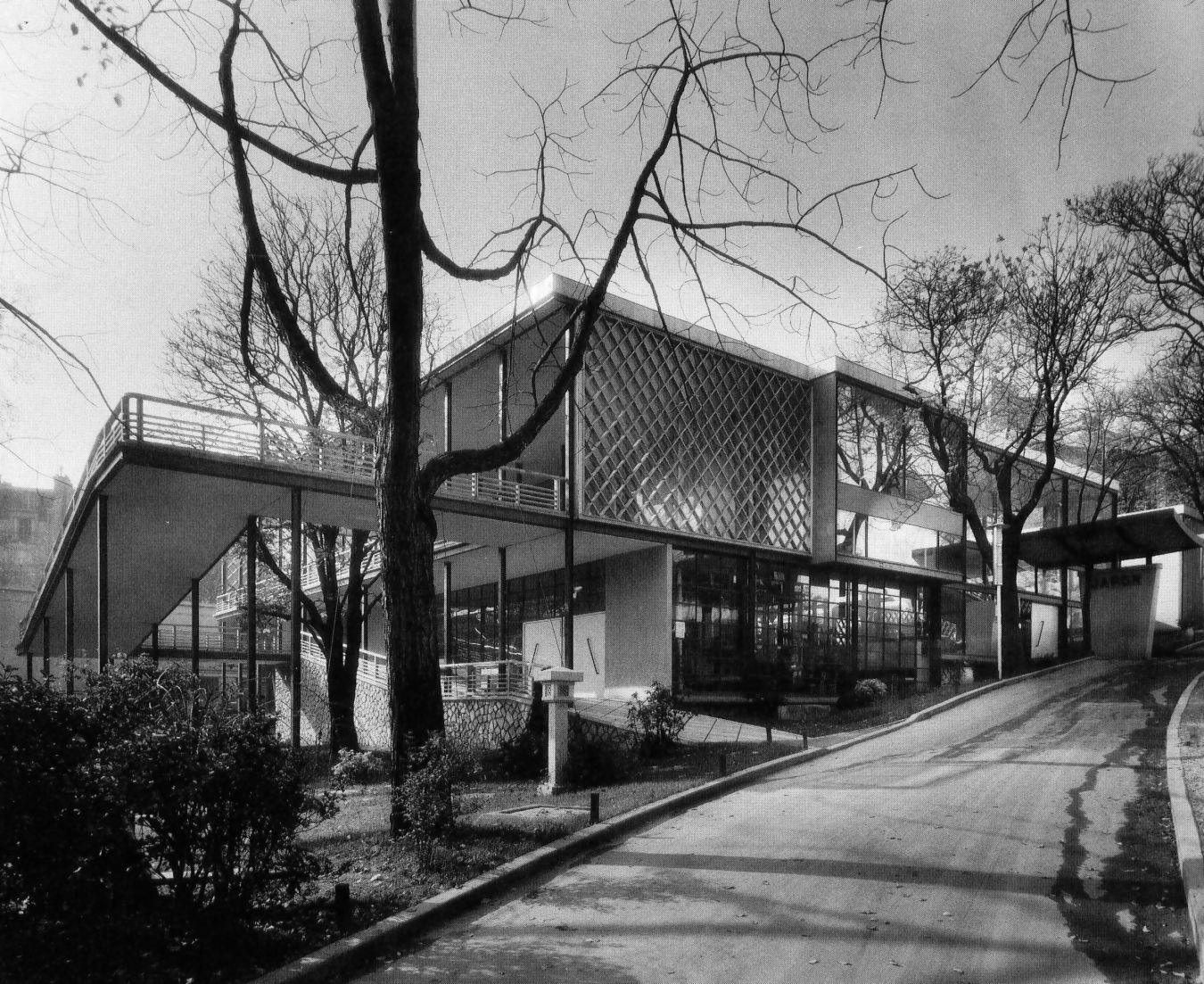
Pavillon Paris, 1937
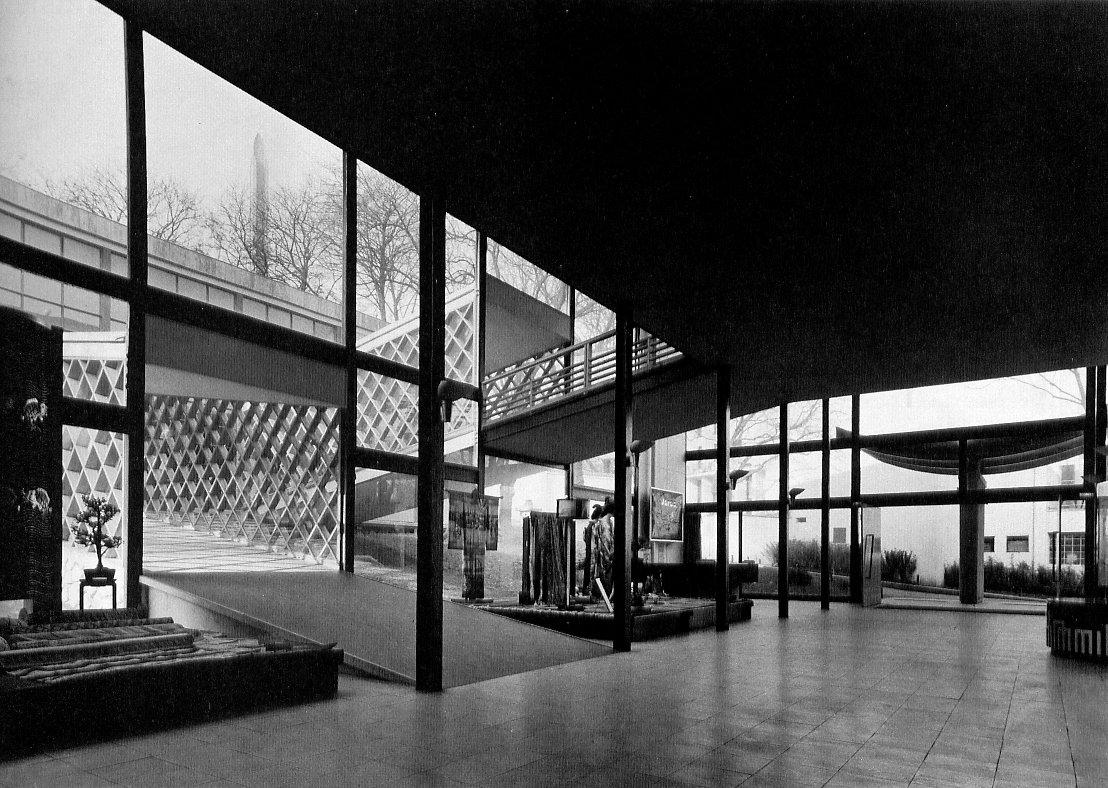
Pavillon Paris, 1937
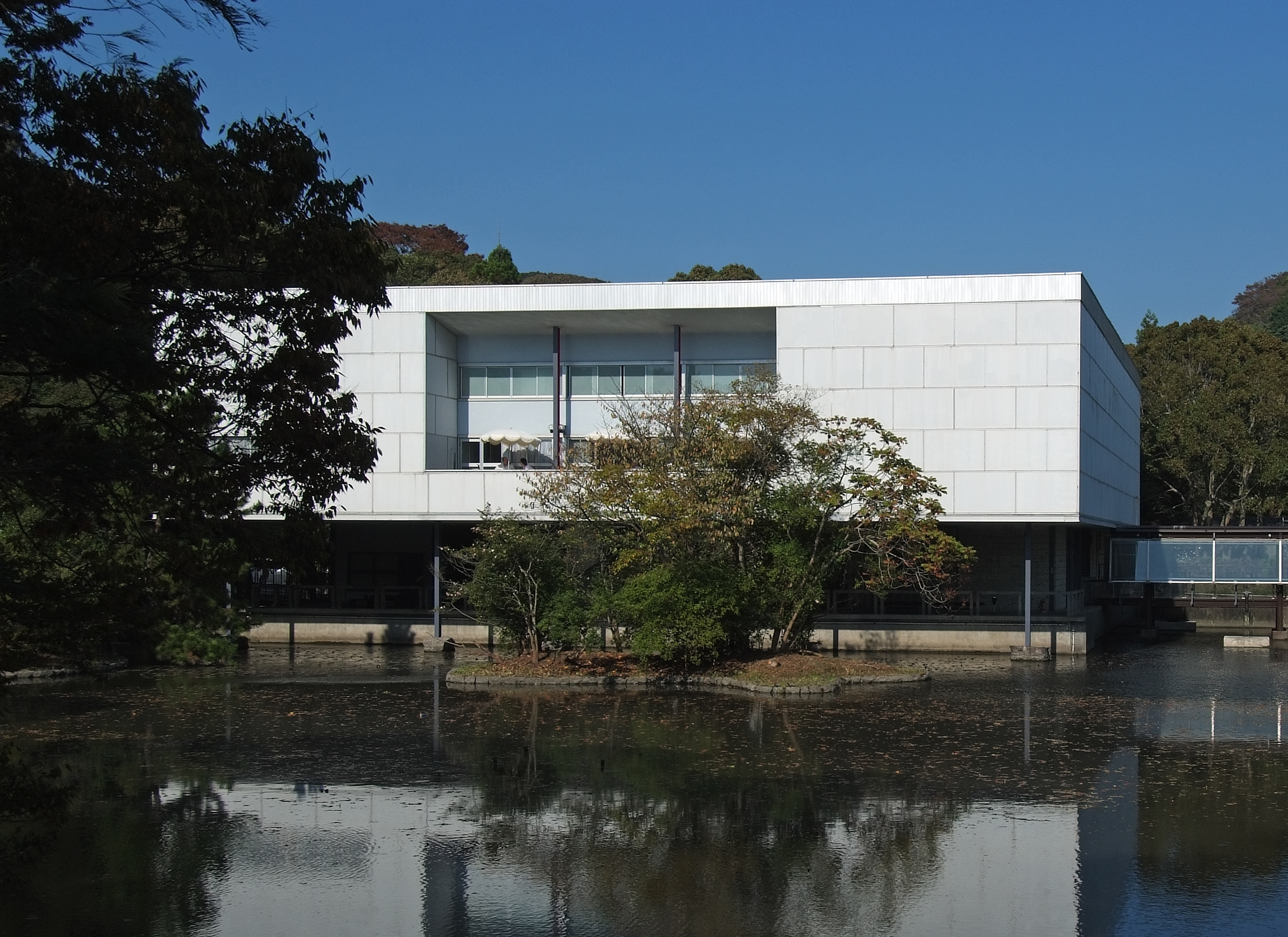
Museum Kamakura, 1951
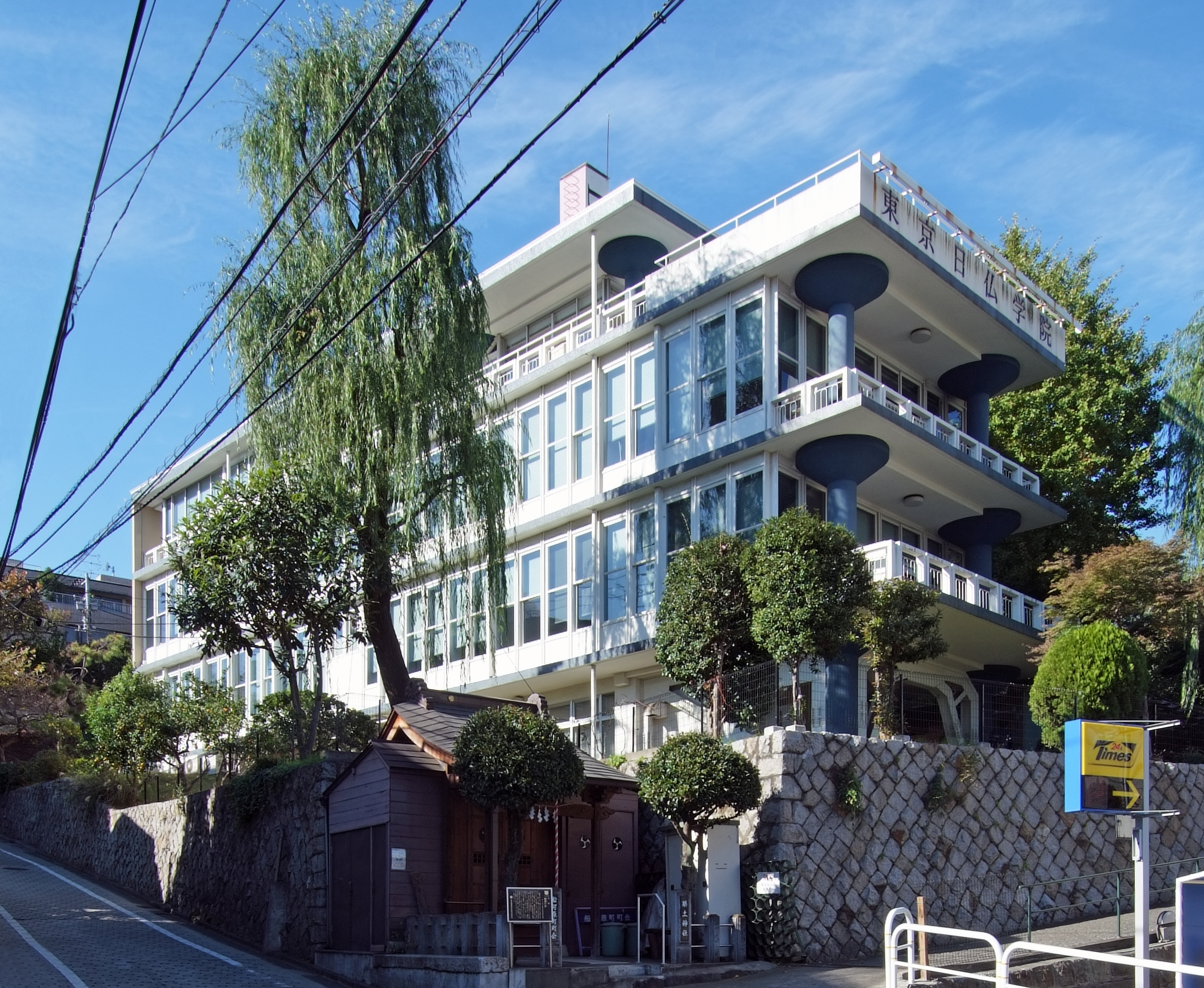
Institut français, Tokio, 1951
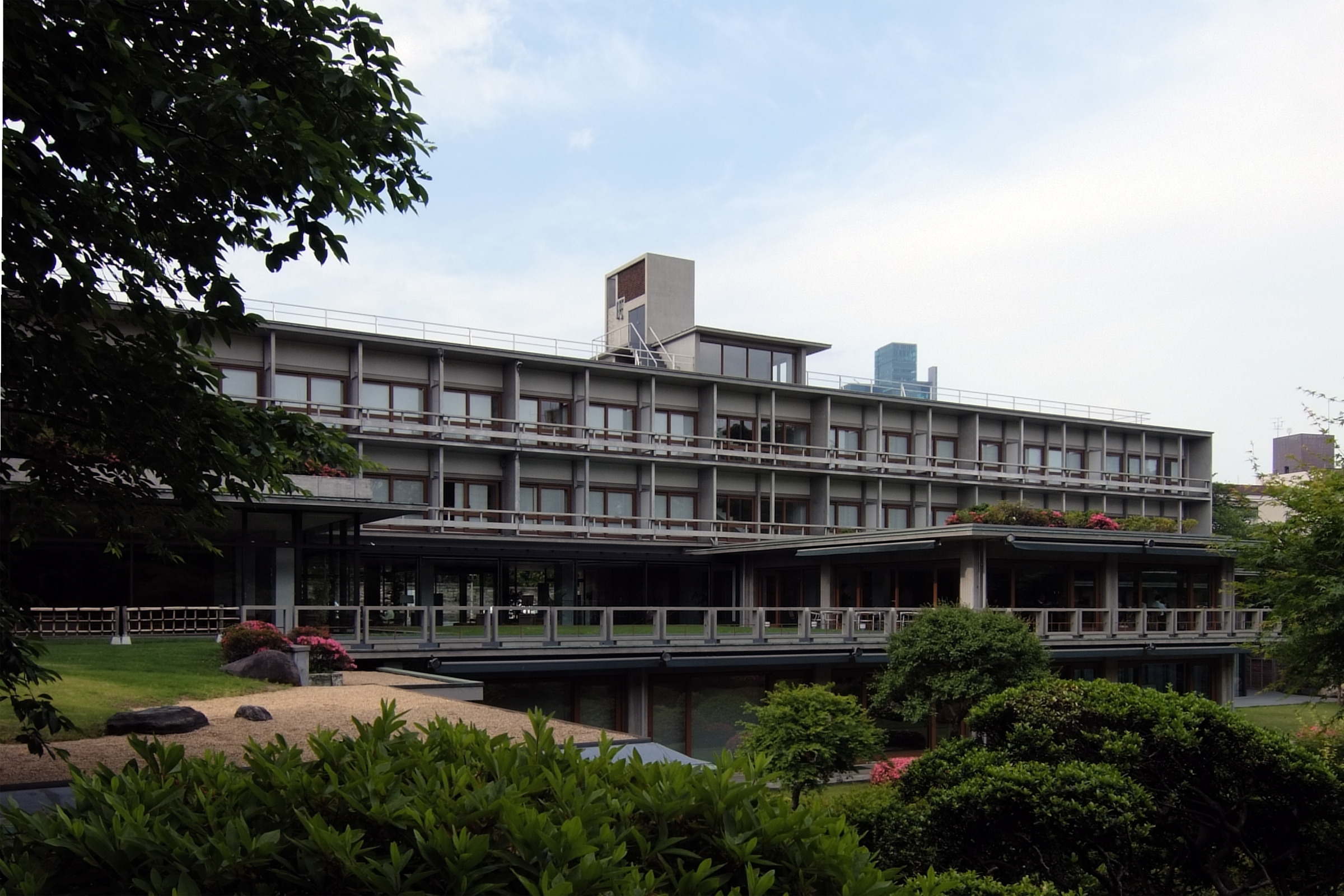
Kokusai Bunka Kaikan, 1955[A 1]
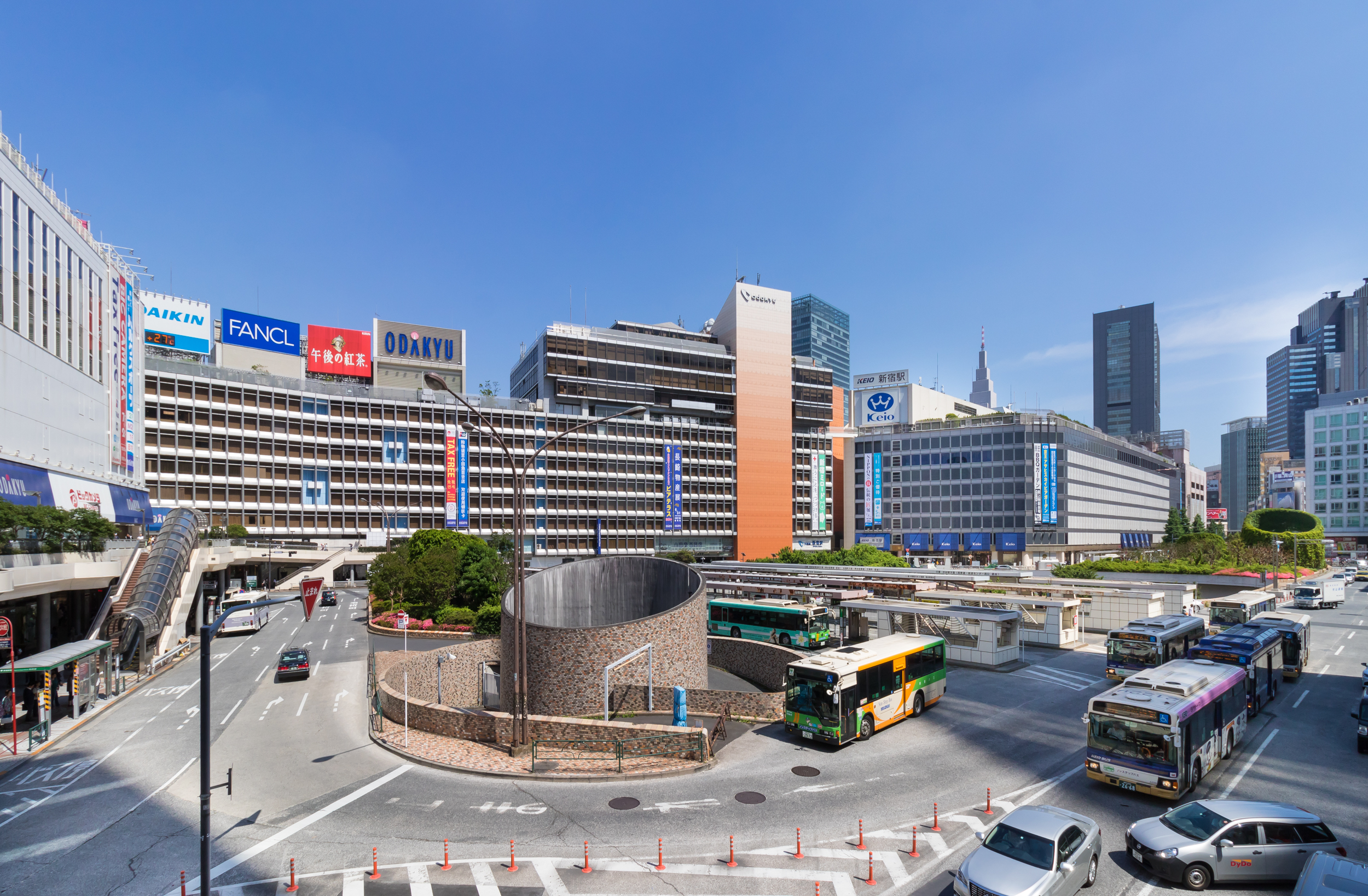
Bahnhof Shinjuku, Westvorplatz, 1966
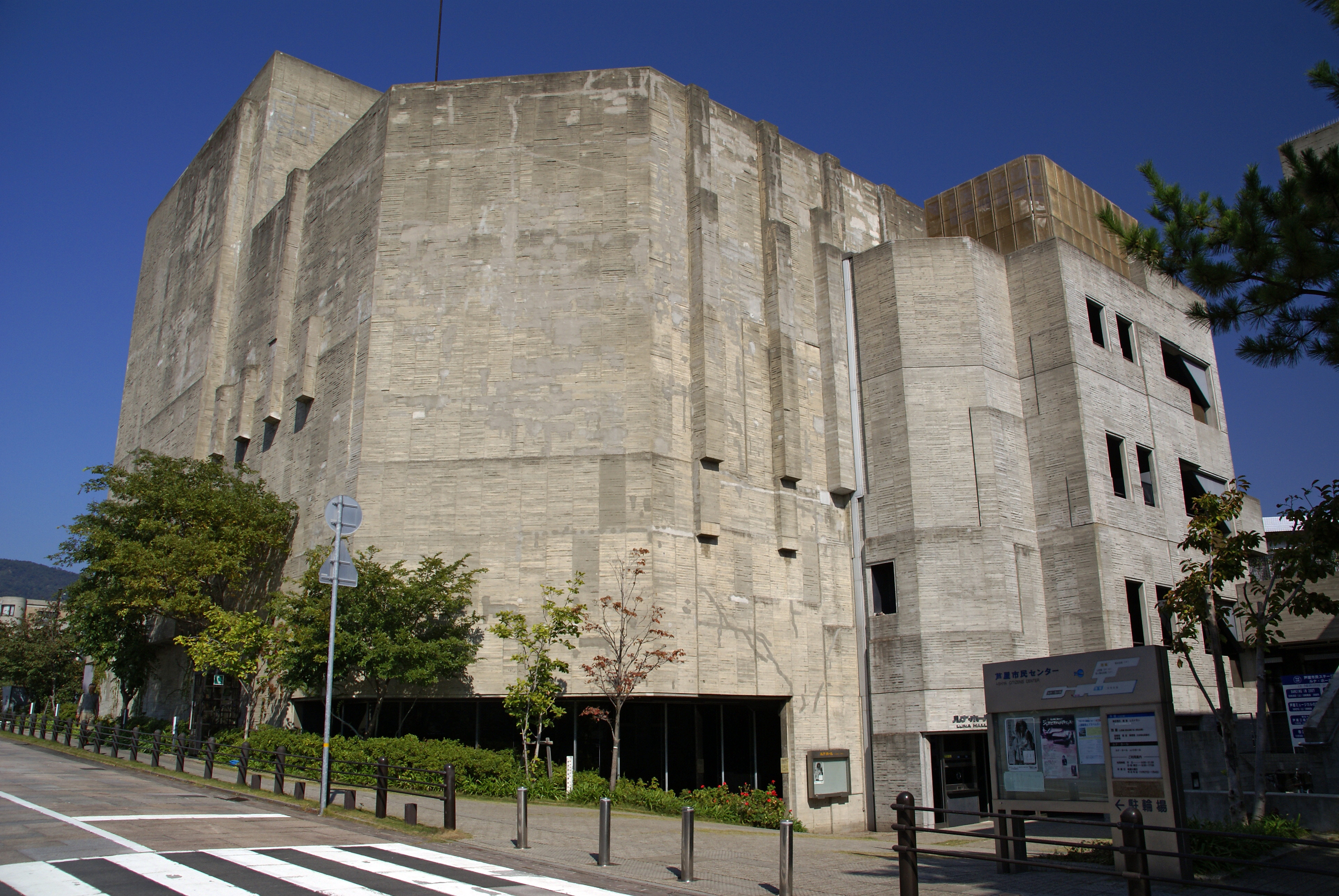
Bürgerzentrum Ashiya, 1969